# 7950 Березов
7950 Березов (7950 Berezov) — астероїд головного поясу, відкритий 28 вересня 1992 року.
Тіссеранів параметр щодо Юпітера — 3,182.